# Stembuis

Trombone, 1 = stembuis

Een stembuis is een buis bij een blaasinstrument die in- en uitgeschoven kan worden om zo het instrument te stemmen.
De stembuis zit bij sommige instrumenten bij het mondstuk (bijvoorbeeld bij de bugel), maar kan ook verder 'in' het instrument zitten (bijvoorbeeld bij de moderne trompet of hoorn).